# 克施滕多夫
克施滕多夫是奥地利萨尔茨堡州萨尔茨堡城郊县的一个市镇。总面积23.1平方公里，总人口2515人，人口密度108.9人/平方公里（2005年）。